# كين روبنسون (عداء سريع)
كين روبنسون (بالإنجليزية: Ken Robinson)‏ هو عداء سريع أمريكي، ولد في 15 يوليو 1963.

## وصلات خارجية
- كين روبنسون على موقع الاتحاد الدولي لألعاب القوى (الإنجليزية)